# 2015年中国中央电视台春节联欢晚会
2015年中国中央电视台春节联欢晚会，或称2015年央视羊年春晚是中国中央电视台于2015年农历除夕为庆祝羊年新年举办的综艺性文艺晚会，于除夕当晚20:00在央视多个电视频道并机直播，各大省级卫视及地方台也会转播。
2015年2月初，在中央电视台举行的春节联欢晚会海外推介会上，中央电视台首次宣布启动在国际网络的对外直播。2015年2月12日，2015年中央电视台春晚宣传片首次亮相美国纽约时代广场；2015年2月18日晚，中央电视台在被中国大陆当局屏蔽的国际主流社交网络平台Twitter（@CCTV_America），Google+（CCTV News）及视频分享网站YouTube上同步直播了2015年中央电视台春节联欢晚会并随即引发舆论的关注与热议。

## 前期宣传

2015年央视春晚吉祥物——阳阳

- 本届春晚主题定位“家和万事兴”，沿用“吉祥过大年”、“团圆话家常”、“家和万事兴”和“中华全家福”四大“节目群”连贯整台晚会[7]。
- 2015年1月28日，央视羊年春晚剧组发布消息称，本届春晚设立一个以“羊”为原型的吉祥物，谐羊年之音，取名“阳阳”。阳阳将以特邀主持人身份上春晚，由刘纯燕（金龟子）配音，设计人为北京奥运会吉祥物“福娃”作者之一、清华大学美术学院教授吴冠英；此为央视春晚历史上首个吉祥物[8]。
- 2015年1月30日下午，“央视文艺”官方微博发布了本届春晚的标识，上书“2015中央电视台春节联欢晚会”字样，旁边用竖写字体标明“乙未年”，而“20”两个数字向内卷曲犹如一对羊角[9]。
- 2015年2月3日，本届春晚预热宣传片《家和万事兴》发布，春晚前夕于央视各频道播放。[10]2月12日，本届春晚宣传片首次亮相美国纽约时报广场。[11]
- 2015年2月4日，本届春晚的主题曲《回家的路》及其MV发布。该曲由刘德华填词演唱、陈思涵谱曲，它也是2015年电影《失孤》的主题曲[12]。

## 制作

### 导演组
本届春晚总导演人选的确定比往年要晚，为此央视给出的解释是今年春节来得比往年要晚。曾两度执导春晚的哈文再度担任春晚总导演。至于为什么不把这一重任交给台外导演，有知情人士表示，去年冯小刚担任总导演的马年春晚虽然有着超高关注度，但最后呈现出来的效果却让人颇为失望。同时，为贯彻广电总局的要求，本届晚会不用污点明星。
2014年10月30日，“央视综艺”官方微博公布了本届春晚的导演组名单：
- 总导演：哈文[17]
- 副总导演、语言节目总监：汤浩
- 副总导演、舞蹈节目总监：王公冠
- 副总导演、音乐节目总监：王公冠
- 艺术顾问：阎肃、黄宏、冯巩、叶小纲
- 执行总导演：杨莱莱
- 总撰稿：于蕾
- 视觉总设计：顾志刚
- 宣传导演：马星
- 导播：张钊
- 制片主任：杨玲

### 主持人
2015年2月2日，本届春晚主持人阵容正式发布。朱军、董卿、康辉、撒贝宁、李思思于一号演播大厅担任歌舞类节目主持，毕福剑、朱迅、尼格买提于二号演播大厅担任语言类节目主持。之前赴美留学的董卿此次受命回国，担任春晚主持，而李思思也是刚生完孩子就要做主持。

### 语言类节目预选
相对于之前的春晚，2015年春晚语言类节目由原先的三审制改为二审制。后重新变为三审。
2014年12月20日，2015年春晚语言类节目在央视进行第一次审查，著名笑星冯巩、蔡明、潘长江等悉数亮相，包括相声小品等8个节目参与了此次审查，内容涵盖社会公德、家庭伦理、空巢老人等，在节目一审中，除审查小组对节目整体把关外，剧组还专门定制了一套规范合理的测评方案，有专门的监测人员在现场记录观众不同时点的掌声、笑声分贝数据，审查结束后还将立即组织不同年龄、性别、职业的观众代表进行访谈，让选节目更科学。
2015年1月11日，2015年春晚语言类节目在央视进行第二次审查，为了厉行节俭，此次春晚的舞台则是在上届春晚的基础上进行局部调整，而最新的春晚舞美图也被网友首度曝光。
2015年1月25日，2015年春晚语言类节目举行终审。前两次初审过后，共有15个节目脱颖而出，进入终审。经过近四个小时的“马拉松式”终审，语言类节目最终名单确认，有十个以上的节目通过了语言类终审。

### 全球同唱《难忘今宵》
《难忘今宵》历来是春晚标志性曲目，但与往年不同，本届春晚的《难忘今宵》有新的演绎。观众和网友按照要求将指定的演唱片段发送给“央视综艺”和“央视新闻”官方微信，可以登上春晚的荧屏，与该曲的原唱李谷一共同呈现“五湖四海同唱难忘今宵”的历史性场面。

## 节目单

### 预先放出的版本
| \| 序號 \| 類型 \| 節目名 \| 表演者 \| \| 0 \| 直播報時 \| 美的集團《中國中央電視台春節聯歡晚會》 \| \| \| 1 \| 歌曲 \| 四世同堂合家欢 \| 张凯丽、韩童生、李光羲、于淑珍、杨洪基、 中央电视台众主持人、佟大为、关悦、张智霖、 袁咏仪、王志飞、张定涵、杨千嬅、丁子高、 张嘉译、王海燕、陶玉玲、雷恪生、张峻豪、 耿莲凤、朱明瑛、关牧村、邓玉华、刘秉义 \| \| 2 \| 歌曲 \| 中华好儿孙 \| 张丰毅、段奕宏、朱亚文 \| \| 3 \| 小品 \| 喜乐街 \| 尼格买提、沙溢、贾玲、瞿颖、李菁 \| \| 4 \| 反串表演 \| 明星反串闹新春 \| - 万事如意&小镇姑娘：陶喆、张也 - 三家店选段&奔跑：羽泉、于魁智 - 小苹果&最炫民族风：筷子兄弟、凤凰传奇 \| \| 5 \| 相声 \| 我忍不了 \| 岳云鹏、孙越 \| \| 6 \| 创意儿童节目 \| 自古英雄出少年 \| \| \| 7 \| 歌曲 \| 回家的路 \| 刘德华 \| \| 8 \| 小品 \| 车站奇遇 \| 蔡明、潘长江、穆雪峰 \| \| 9 \| 歌曲 \| 当你老了 \| 莫文蔚 \| \| 10 \| 歌曲 \| 拉住妈妈的手 \| 刘和刚 \| \| 11 \| 相声 \| 小棉袄 \| 冯巩、高晓攀、尤宪超、张小斐 \| \| 12 \| 杂技 \| 青花瓷 \| 邓洪福、汤小燕 \| \| 13 \| 魔术 \| 纸牌幻想 \| 周家洪 \| \| 14 \| 歌曲 \| 多遠都要在一起 \| 鄧紫棋 \| \| 15 \| 小品 \| 投其所好 \| 沈腾、马丽、杜晓宇 \| \| 16 \| 舞蹈 \| 丝绸霓裳 \| \| \| 17 \| 歌曲+沙画 \| 丝路 \| 那英（演唱） \| \| 18 \| 武术 \| 江山如画 \| 张震、吴京、河南塔沟武校 \| \| 19 \| 小品 \| 高手在民间 \| 毕福剑、朱迅、星光大道选手 \| \| 20 \| 歌曲 \| 锦绣 \| 李宇春 \| \| 21 \| 小品 \| 一定找到你 \| 郭冬临、刘涛、富俊淇、吴江 \| \| 22 \| 戏曲联唱 \| 梨园芳华 \| \| \| 23 \| 歌曲 \| 共祝中国梦 \| 廖昌永、殷秀梅 \| \| 24 \| 小品 \| 社区民警于三快 \| 孙涛、邵峰、朱迅、宋阳、贾金金、朱微玮 \| \| 25 \| 歌曲 \| 从前慢 \| 刘欢 钢琴演奏：朗朗、小提琴演奏：吕思清 \| \| 26 \| 歌曲 \| 乡愁 \| 雷佳 \| \| 27 \| 歌曲 \| 人间天河 \| 韩磊、阿鲁阿卓 \| \| 28 \| 儿童歌曲 \| 幸福家家有 \| 陆毅、鲍蕾、陆雨萱 \| \| 29 \| 歌曲 \| 搭把手 \| 孙楠 \| \| 30 \| 歌曲 \| 强军战歌 \| 阎维文、中国人民解放军三军仪仗队 \| \| 31 \| 歌曲 \| 把心交给你 \| 莫华伦、吕薇、中国传媒大学合唱团 \| \| 32 \| 新年倒計時 \| 四主持人 \| \| \| 33 \| 零點鐘聲 \| 美的集團《全球華人農曆新春》 \| \| \| 34 \| 舞蹈 \| 大地春回 少数民族歌舞大联欢 \| 杨月秋、李飞、孟庆旸等 \| \| 35 \| 相声 \| 圈子 \| 周炜、武宾 \| \| 36 \| 相声 \| 这不是我的 \| 苗阜、王声 \| \| 37 \| 歌曲 \| 时代的勇气 \| 王莉、张英席 \| \| 38 \| 結束曲 \| 難忘今宵 \| 李谷一及全体演员 \| |              |                                        | |
| 序號 | 類型         | 節目名                                 | 表演者 |
| 0 | 直播報時     | 美的集團《中國中央電視台春節聯歡晚會》 | |
| 1 | 歌曲         | 四世同堂合家欢                         | 张凯丽、韩童生、李光羲、于淑珍、杨洪基、 中央电视台众主持人、佟大为、关悦、张智霖、 袁咏仪、王志飞、张定涵、杨千嬅、丁子高、 张嘉译、王海燕、陶玉玲、雷恪生、张峻豪、 耿莲凤、朱明瑛、关牧村、邓玉华、刘秉义 |
| 2 | 歌曲         | 中华好儿孙                             | 张丰毅、段奕宏、朱亚文 |
| 3 | 小品         | 喜乐街                                 | 尼格买提、沙溢、贾玲、瞿颖、李菁 |
| 4 | 反串表演     | 明星反串闹新春                         | - 万事如意&小镇姑娘：陶喆、张也 - 三家店选段&奔跑：羽泉、于魁智 - 小苹果&最炫民族风：筷子兄弟、凤凰传奇 |
| 5 | 相声         | 我忍不了                               | 岳云鹏、孙越 |
| 6 | 创意儿童节目 | 自古英雄出少年                         | |
| 7 | 歌曲         | 回家的路                               | 刘德华 |
| 8 | 小品         | 车站奇遇                               | 蔡明、潘长江、穆雪峰 |
| 9 | 歌曲         | 当你老了                               | 莫文蔚 |
| 10 | 歌曲         | 拉住妈妈的手                           | 刘和刚 |
| 11 | 相声         | 小棉袄                                 | 冯巩、高晓攀、尤宪超、张小斐 |
| 12 | 杂技         | 青花瓷                                 | 邓洪福、汤小燕 |
| 13 | 魔术         | 纸牌幻想                               | 周家洪 |
| 14 | 歌曲         | 多遠都要在一起                         | 鄧紫棋 |
| 15 | 小品         | 投其所好                               | 沈腾、马丽、杜晓宇 |
| 16 | 舞蹈         | 丝绸霓裳                               | |
| 17 | 歌曲+沙画    | 丝路                                   | 那英（演唱） |
| 18 | 武术         | 江山如画                               | 张震、吴京、河南塔沟武校 |
| 19 | 小品         | 高手在民间                             | 毕福剑、朱迅、星光大道选手 |
| 20 | 歌曲         | 锦绣                                   | 李宇春 |
| 21 | 小品         | 一定找到你                             | 郭冬临、刘涛、富俊淇、吴江 |
| 22 | 戏曲联唱     | 梨园芳华                               | |
| 23 | 歌曲         | 共祝中国梦                             | 廖昌永、殷秀梅 |
| 24 | 小品         | 社区民警于三快                         | 孙涛、邵峰、朱迅、宋阳、贾金金、朱微玮 |
| 25 | 歌曲         | 从前慢                                 | 刘欢 钢琴演奏：朗朗、小提琴演奏：吕思清 |
| 26 | 歌曲         | 乡愁                                   | 雷佳 |
| 27 | 歌曲         | 人间天河                               | 韩磊、阿鲁阿卓 |
| 28 | 儿童歌曲     | 幸福家家有                             | 陆毅、鲍蕾、陆雨萱 |
| 29 | 歌曲         | 搭把手                                 | 孙楠 |
| 30 | 歌曲         | 强军战歌                               | 阎维文、中国人民解放军三军仪仗队 |
| 31 | 歌曲         | 把心交给你                             | 莫华伦、吕薇、中国传媒大学合唱团 |
| 32 | 新年倒計時   | 四主持人                               | |
| 33 | 零點鐘聲     | 美的集團《全球華人農曆新春》           | |
| 34 | 舞蹈         | 大地春回 少数民族歌舞大联欢            | 杨月秋、李飞、孟庆旸等 |
| 35 | 相声         | 圈子                                   | 周炜、武宾 |
| 36 | 相声         | 这不是我的                             | 苗阜、王声 |
| 37 | 歌曲         | 时代的勇气                             | 王莉、张英席 |
| 38 | 結束曲       | 難忘今宵                               | 李谷一及全体演员 |

| \| 類型 \| 節目名 \| 表演者 \| \| ----------------------- \| ------------------------------------------------------------------------------------------------------------------------------ \| --------------------------------------------------------------------------------------------------------------------------------------------------------------------- \| \| 歌曲 \| 《燕归巢》 \| 張、张靓颖 \| \| 小品 \| 《卖画》 \| 杨蕾、田昊 \| \| 歌曲 \| 《恭喜你》 \| 玖月奇迹 \| \| 歌曲 \| 《老边防》 \| 王宏伟 \| \| 上海滑稽剧 \| \| \| \| 皮影戏 \| \| \| \| 儿童节目 \| 《喜羊羊大拜年》 \| 杨阳洋、章馨月、刘潇文、刘潆文、王馨怡、蓝天幼儿艺术团 特邀主持人：董浩、鞠萍、黄炜、小鹿姐姐、月亮姐姐、周洲、杜悦、金豆、芝麻、哆啦咪、赵一天（中央电视台少儿频道） \| \| 联曲 《致青春》 \| - 《同桌的你》 - 《那些花儿》 - 《一生有你》 - 《光阴的故事》 - 《海阔天空》 \| - 吴亦凡 - 陈伟霆 - 鹿晗 - 宁泽涛 - 方力申 \| \| 创意舞蹈节目 \| 《国色天香》 \| 秦岚、王丽坤、马苏、佟丽娅、冯丹滢 \| \| 歌曲 \| 《冰雪舞动》 (北京2022年冬奥会申办歌曲) \| 谭晶、宁泽涛、陈伟霆、方力申、众冬奥冠军 \| \| 联曲 《电视剧歌曲联唱》 \| - 《剑心》 - 《一吻之间》 - 《越难越爱》（国语版本） - 《爱你的宿命》 - 《心有灵犀》 - 《爱你的我今天长这样》 - 《敢为天下先》 \| - 杨幂、張 - 张碧晨、陈冰 - 吴若希 - 张信哲、金秀贤 (Kim Soo-hyun， 大韓民國) - 林峯 - 吴映洁 - 张靓颖、郁可唯、谢安琪 \| | | |
| 類型 | 節目名 | 表演者 |
| 歌曲 | 《燕归巢》 | 張、张靓颖 |
| 小品 | 《卖画》 | 杨蕾、田昊 |
| 歌曲 | 《恭喜你》 | 玖月奇迹 |
| 歌曲 | 《老边防》 | 王宏伟 |
| 上海滑稽剧 | | |
| 皮影戏 | | |
| 儿童节目 | 《喜羊羊大拜年》 | 杨阳洋、章馨月、刘潇文、刘潆文、王馨怡、蓝天幼儿艺术团 特邀主持人：董浩、鞠萍、黄炜、小鹿姐姐、月亮姐姐、周洲、杜悦、金豆、芝麻、哆啦咪、赵一天（中央电视台少儿频道） |
| 联曲 《致青春》 | - 《同桌的你》 - 《那些花儿》 - 《一生有你》 - 《光阴的故事》 - 《海阔天空》                                                   | - 吴亦凡 - 陈伟霆 - 鹿晗 - 宁泽涛 - 方力申 |
| 创意舞蹈节目 | 《国色天香》 | 秦岚、王丽坤、马苏、佟丽娅、冯丹滢 |
| 歌曲 | 《冰雪舞动》 (北京2022年冬奥会申办歌曲)                                                                                        | 谭晶、宁泽涛、陈伟霆、方力申、众冬奥冠军 |
| 联曲 《电视剧歌曲联唱》 | - 《剑心》 - 《一吻之间》 - 《越难越爱》（国语版本） - 《爱你的宿命》 - 《心有灵犀》 - 《爱你的我今天长这样》 - 《敢为天下先》 | - 杨幂、張 - 张碧晨、陈冰 - 吴若希 - 张信哲、金秀贤 (Kim Soo-hyun， 大韓民國) - 林峯 - 吴映洁 - 张靓颖、郁可唯、谢安琪                                                |

### 实际版本
2015年2月17日，经过羊年春晚六次彩排后的节目调整与修改，本届春晚权威敲定版节目单正式亮相。
以下为除夕直播当天实际的节目单（依次排序）。
- （1-27、31-33，依次排列，与公布的节目单相同；第31个节目之后进行零点报时，由美的集团冠名）
- 《幸福家家有》
- 《搭把手》
- 《强军战歌》
- 《这不是我的》
- 《时代的勇气》
- 《难忘今宵》

最终，由秦岚、佟丽娅、马苏、王丽坤四位女演员出演的节目《国色天香》在元宵晚会上复活，但呼声较高的四位“小鲜肉”吴亦凡、鹿晗、陈伟霆、宁泽涛的节目《致青春》未能登台，演员改为潘长江、沙溢、沈腾和周炜“老腊肉”。而吴亦凡、鹿晗、陈伟霆、宁泽涛这四位与春晚沧海遗珠的明星将会改于2015年央视六一晚会上演出，填补无缘参与今年春晚和元宵晚会的遗憾。

## 花絮

### 首次海外网络直播
2015年央视春晚通过24家海外媒体机构以英语、印度语、阿拉伯语、葡萄牙语和德语等多种语言形式转播，在YouTube、Google+和Twitter等社交网站平台进行现场转播。央视还计划制作历年春晚合集《中国春晚》，将该合集推向海外市场。同时，爱奇艺也获得本届春晚的国内及海外独家在线直播版权，节目播出当晚该网站开启了时下流行的“弹幕”功能。另外中国网络电视台、腾讯视频亦提供2015年春晚节目的点播。

## 争议

### 热门节目被撤销
央视春晚挑选节目历来严苛，多个节目会临时取消。备受年轻族群关注的“小鲜肉”组合—鹿晗、吴亦凡、陈伟霆、宁泽涛、方力申表演的节目《致青春》，因鹿晗和吴亦凡的合约问题而无缘春晚。受不少男性观众期待的“女神”组合—马苏、王丽坤、佟丽娅、秦岚、冯丹滢表演的唯美水袖舞《国色天香》也被临时取消，网友大呼失望遗憾。

### 魔术穿帮
香港魔术师周家宏的《纸牌幻想》一经播出受到网友热议。尽管该表演天衣无缝，但细心的网友仍对魔术进行解密。网友表示该魔术漏洞百出，如立着的预言牌上写着“整副牌有18张正面朝上”，实际上出现了19张牌，有网友发现“魔术师把一张正面的牌和一堆背面的牌拿走”。还有网友拿出了一年多前刘谦的魔术《连环语言》用作对比，指出节目存在雷同之处。

### 假唱
刘德华为本届春晚创作宣传曲《回家的路》，引发现场观众感动落泪；有网友指出他唱歌时有些发颤跑调，但反而能看出一定是真唱。
此届春晚依然遭到网友假唱（对口型）质疑。节目第二天，知名音乐人梁欢在网站贴出真假唱名单。筷子兄弟、凤凰传奇、刘德华、莫文蔚、邓紫棋、刘欢、雷佳、韩磊和阿鲁阿卓列入真唱名单。而张丰毅、朱亚文、段奕宏、陶喆、那英及李宇春等人則被列入假唱名单。对此总导演哈文并未表现出过多的担忧，反而对歌手的表演留有信心。

### 语言类节目问题
开心麻花团队小品《投其所好》中出现“拒绝黃拒绝赌拒绝乒乓球”的台词，涉嫌攻击乒乓球运动员等问题，引发王皓等乒乓球名将的不满。团队成员沈腾随即发微博致歉，表示是口误所致。
继2012年郭冬临的小品《面试》之后，冯巩出演的小品《小棉袄》又被指抄袭日本喜剧组合“UNJASH”的短剧《荞麦面店员和未婚夫》（日語：そば屋と婚約者），其中“卖衣服”、“娶女儿”及大致框架均来自该作品。为此，该剧主演兼编剧高晓攀表示不知情。
另外，贾玲和瞿颖合作的小品《喜乐街》中“女神与女汉子”部分，也被指抄袭韩国SBS喜剧节目《寻笑人》的作品《极和极》，贾玲版将韩文台词改编成中文，模仿了小品主题、演员动作以及背景音乐旋律。
有网友对作品出频频出现的涉嫌贬低女性地位形象的用语表示不满，如“女神和女汉子”、“大龄剩女”、二十块娶走、“二手货”、女领导靠上级的“喜欢”而上位。但为春晚辩护的网友表示，讽刺是幽默的必备元素，而且这种手法在国外的脱口秀更为常见。其后，1000多名女权主义者联名写信给广电总局，强烈抵制此次春晚。
本届春晚罕见地出现了三个反腐题材的作品《圈子》、《投其所好》和《这不是我的》，打破了反腐是春晚的敏感题材的束缚。被形容为“突破了过去30年的尺度”，官媒《人民日报》更是用头版为其“点赞”。而《环球时报》认为，尽管反腐节目“尽管不如预期精彩，不够可乐，但足够真实；不够尖锐，但已有锐度。最关键的是，它们确实接地气，有生活气息；确实形象生动，敢于讽刺不良现象，勇于刺贪刺腐。”

### 吉祥物的争议
本届春晚的吉祥物“阳阳”，被指“修炼成精”。由于此前网传国家新闻出版广电总局规定“中华人民共和国建国之后动物不许修炼成精”。但这次该吉祥物却穿着肚兜说话。此事引网友争议，有网友调侃“说好的动物不能成精呢？这都会说话了，真的符合标准么？” 

### 涉及对社会底层的歧视
羊年春晚的多个节目因涉及多项歧视，引发舆论争议。在这次羊年春晚中，公然把“剩女”、“女汉子”、“胖/矮”、“三十块卖女儿（捐给大学生）”、“女领导，主要工作就是睡觉”等作为题材进行嘲讽，引发中国大陆各地声讨。

### 春晚向汉服道歉事件
羊年春晚零点后的第一个节目《大地春晖》是56个民族创意服装秀，观众看完后发现，55个少数民族都展示了自己的民族服装，而代表汉族传统服装的却是改良的旗袍。网民们在失望、愤怒之余，纷纷要求央视为汉服事件道歉，相关话题被冲上微博热搜。有网友表示：“《大地春晖》中没有出现汉服，春晚该节目导演应当向汉服道歉。我们不是在煽动大汉族主义，以造成民族矛盾。从某种程度上来说，这是严重的民族歧视——忽视了国家的主体民族。这是在中国存在了32年的春晚所进行的一项自掘坟墓的作死行为。”

## 反响

### 收视
本届春晚的直播在全国189个电视频道同步转播，吸引6.9亿电视观众观看，人均收视时长155.5分钟，收视率达28.37%，多屏收视率（电视直播与网络直播综合计算）达29.6%，较往年有所下降，为2008年官方录得收视率以来的最低值。

### 评价

#### 网络评价
有新闻网站发起调查，根据网友投票结果总结出10条给春晚的忠告。其中“宣教意味太浓”、“主持人强调亢奋过于煽情”、“节目形态多年不变”、“演员泛滥动辄百人”、“相声小品不好笑”列入春晚五不要。而有网友建议春晚应“敢揭时弊”、“让领导人与观众互动”、“坚守民俗”、“换主持人”，甚至“直接停办”。
本届春晚首创微信送红包新媒体互动，节目播出期间微信红包收发总量达10.1亿次，微信摇一摇互动总量达110亿次，共有3900万张全家福照片上传。
美国有线电视新闻网（CNN）表示，春晚的收视人数是奥斯卡金像奖、艾美奖、美国偶像决赛和MTV音乐录影带大奖的总和，就连超级碗也望尘莫及。
根据新浪网娱乐频道在春晚结束后48小时内针对近5万名网友关于“您对本届央视羊年春晚的总体印象”的在线调查结果，超过60%的网友给出了负面、消极的评价，其中，37.0%的网友悲观地认为“完全无感”，而只有21.3%的网友给予“总体不错，阵容好，节目精彩”的正面的、积极的评价。

#### 专业评价
本届春晚的评价一般。《凤凰周刊》主笔叶匡政给出50分，他认为羊年春晚从模式等方面来看，与1983年的第一届春节联欢晚会没有太多的变化，除了增加新媒体互动，演员基本不变，缺乏新鲜感，当前春晚概念正在慢慢消解。他建议，春晚应在新鲜感上做文章。不过他肯定了舞美设计，但语言类节目“丧失批评性，很难唤起认同感。”
影视评论人司马平邦给本届春晚打出80分，开心麻花团队的反腐题材相声作品《投其所好》获得其认同，但“离现实太远”。至于冯巩的小品《小棉袄》，他评价也不是很高，主要问题是不了解底层人民状况，这样的小品“演100年都不如赵本山”。
王小山打出50分。他认为，除了极个别节目，没有什么节目给他带来深刻印象，语言类节目尤其大失所望。小品《投其所好》在他看来“有些可惜”，“原来的版本很多，经过几轮修改后已经与原来相去甚远”，“局长全是正面，揭露的不是腐败，而是歌颂反腐”。他痛批潘长江和蔡明小品《车站奇遇》存在明显“身高歧视”。除此以外，他认为周家宏的魔术“很一般”、新媒体互动和吉祥物“太过外在而无实际突破”。
作家张颐武认为本届春晚成绩“及格线以上”。他用“两接三平”形容本届春晚：“两接”指与老百姓生活和中国梦接轨，“三平”指节目整体比较平和、平稳、平常。
时评人毛建国表示“春晚最起码营造出了一种喜庆的氛围，要抛弃那种挑刺儿的心态，不要先入为主去找春晚的问题”，“当然也别对春晚奢望太多”。

### 相关物品网上热销
春晚结束后，演员同款服装以及晚会吉祥物阳阳的山寨产品便在多家网店上销售，有网店更是卖出上千元的高价。不过有律师表示，网店使用印有明星肖像的图片，既未征得肖像权人同意，又以营利为目的，可能涉嫌侵权。

## 播出平台及时间

### 电视現場直播
- 中國中央電視台綜合頻道、中國中央電視台綜藝頻道、中國中央電視台中文國際頻道、CCTV大富、全國各地大部分衛星電視頻道及地面無線電視頻道、美国中文电视、 澳門澳視澳門台：2015年2月18日晚上20:00至2015年2月19日UTC+8凌晨01:00。
- 国家新闻出版广电总局2月15日发布通知，为提升2015年央视春晚的传播效果，进一步规范转播秩序，各地方台可在获得中央电视台书面授权后，通过并机的方式在除夕当晚转播2015年央视春晚。转播过程中不得遮挡中央电视台台标，不得擅自中断转播或替换节目广告。各台不能安排重播，不能将央视春晚节目拆分作为素材使用或提供给第三方使用。
- 另外，中国国家廣播電台（中央人民廣播電台中國之聲、中央人民廣播電台中華之聲、中央人民廣播電台神州之聲、中央人民廣播電台音樂之聲、中央人民廣播電台華夏之聲、中央人民廣播電台文藝之聲、中央人民廣播電台香港之聲、中國國際廣播電台Hit FM、中國國際廣播電台Easy FM）、地方级广播电台也會轉播該節目。

### 电视錄像直播
- 新加坡新傳媒電視8頻道：新加坡时间2015年2月21日下午13:00至晚上18:30，含廣告。
- 央视以下频道亦会进行重播（重播的语言类节目均配有字幕，以北京时间为准）[1]：
  - 中國中央電視台綜合頻道：2月19日8:35-13:51（中插《新闻30分》）及2月20日12:35-17:23
  - 中国中央电视台财经频道：2月19日12:00-16:33、2月20日19:30-2月21日0:00、2月21日7:00-11:32、2月22日12:00-16:33、2月23日9:00-13:31及3月1日9:00-13:31
  - 中國中央電視台綜藝頻道：2月26日19:30-2月27日0:20
  - 中國中央電視台中文國際頻道：2月19日8:45-14:34（中插《中国新闻》，三版皆有）、14:34-19:23（欧洲版除外）、16:13-21:00（欧洲版）、22:00-2月20日2:45（欧洲版）、2月21日9:05-14:49（中插《中国新闻》，仅限亚洲版）、22:00-2月22日2:42（亚洲版除外）、2月23日9:00-13:30（美洲版）、2月24日9:05-14:55（中插《中国新闻》，亚洲版）、2月28日9:05-14:55（中插《中国新闻》，亚洲版）、22:00-3月1日2:30（欧洲版）、3月1日9:00-13:30（美洲版）、16:00-20:45（欧洲版）、22:00-3月2日2:45（美洲版）
  - 中国中央电视台军事·农业频道：2月19日11:14-15:57、2月20日7:05-11:49、2月21日11:14-15:57、2月24日20:00-收台
  - 中国中央电视台少儿频道:2月21日
- 凤凰卫视美洲台：美国西岸时间2月18日18:00-23:00（直播版本，为同步播出凤凰正点播报，删除后期播出的部分节目内容，当地机构代播）
- 加拿大城市电视：加拿大西岸时间2月18日20:30-2月19日2:30、2月19日12:00-17:30（直播版本）
- 加拿大新时代电视：加拿大西岸时间、东岸时间2月22日12:25-2月22日18:15（直播版本）